# Эскандон, Эустакиу де
Эустакиу де Эскандон и Баррон (исп. Eustaquio de Escandóny y Barrón; 27 января 1862, Париж — 1933) — мексиканский игрок в поло, бронзовый призёр летних Олимпийских игр 1900.
На Играх Эскандон входил в состав мексиканской сборной. Она сразу вышла в полуфинал, где проиграла третьей смешанной команде. Несмотря на это, их команда заняла третье место и получила бронзовые медали.
Он выступал вместе со своими братьями Мануэлем и Пабло.